# Marat Descartes
Marat Descartes Campos, conhecido apenas como Marat Descartes (pronúncia: Marrá Dêcarte; São Paulo, 17 de maio de 1975), é um ator brasileiro.

## Biografia
Marat Descartes nasceu na cidade de São Paulo no ano de 1975. Estudou Letras na Faculdade de Filosofia, Letras e Ciências Humanas (FFLCH), da USP. Também estudou teatro na Escola de Artes Dramáticas da USP, no ano de 1998, onde fez sua estréia no teatro. Nos dias atuais, já participou mais de 30 espetáculos, entre os espetáculos de mais destaque, estão "Aldeotas", do seu amigo Gero Camilo, e "Primeiro Amor", baseada em obra do dramaturgo Samuel Beckett, neste trabalho, Marat Descartes recebeu o Prêmio Shell de Melhor Ator, uma das maiores honras do teatro brasileiro.
Em 2007 estreou na televisão, na série O Cego e o Louco, exibida na TV Cultura. No ano de 2009, Marat trabalhou em produções da Rede Globo, como por exemplo a minissérie Maysa - Quando Fala o Coração do ano de 2009, na série policial Força-Tarefa que foi exibida entre 2009 e 2011, e em sua primeira telenovela, A Vida da Gente, exibida ás 18 horas entre 2011 e 2012. No cinema, Marat estreou no mesmo ano, 2007, no curta-metragem Um Ramo de Marco Dutra. Após sua participação neste curta-metragem, já chamou atenção de outros diretores de cinema, passando a ser uma figura cada vez mais presente no circuito de produções brasileiras da sétima arte. Em sua carreira no cinema, Marat participou de diversas produções, entre elas É Proibido Fumar de romance, suspense e drama, ao lado de Glória Pires. Após esta breve participação, protagonizou o longa-metragem Os Inquilinos, ao lado de Caio Blat, Cássia Kis Magro e Leona Cavalli, logo depois, veio seu primeiro longa-metragem com Marco Dutra, o filme Trabalhar Cansa, no longa ele interpretou mais um personagem suburbano, este longa-metragem une terror e drama, e foi um dos filmes selecionados para a mostra Un Certain Regard no Festival de Cannes de 2011.
Em 2012, Descartes viveu o vilão Maicon no filme de ação 2 Coelhos, repleto de referências à cultura pop, efeitos especiais e outros elementos que chamaram atenção da crítica nacional. No longa, Marat contracenou com Fernando Alves Pinto, Alessandra Negrini e Caco Ciocler. A produção recebeu duas indicações no Los Angeles Brazilian Film Festival, em referência ao prêmio "Melhor Direção" para o diretor Afonso Poyart e Melhor Atriz para Alessandra Negrini. Ainda no mesmo ano, Descartes venceu o Kikito de Ouro de Melhor Ator por sua atuação em Super Nada, onde contracena ao lado do cantor Jair Rodrigues, iniciou as gravações para o seu terceiro trabalho com Marco Dutra, no filme Quando Eu Era Vivo, e foi lançado o primeiro de três filmes com Descartes dirigidos por Gustavo Galvão: Nove Crônicas Para um Coração aos Berros.
Em 2013, participou de duas produções, são elas O Tempo e o Vento que foi exibida em formato de microssérie na Rede Globo, que rendeu um resultado muito satisfatório para emissora nos três dias consecutivos em que o longa-metragem foi exibido, no longa atuou ao lado de Cléo Pires, Thiago Lacerda e Marjorie Estiano. No mesmo ano, esteve em Chamadas a Cobrar.
Em 2014, estrela o filme de terror Quando Eu Era Vivo, de Marco Dutra. No longa, ele interpreta o personagem "Júnior", contracenando com Sandy Leah e Antônio Fagundes. Ainda no mesmo ano, estrelou novamente no cinema com o filme Até Que a Casa Caia.
Em 2015, integrou o elenco da novela Totalmente Demais, onde deu vida ao produtor de moda, Pietro. Ele é o braço direito da grande vilã Carolina, personagem de Juliana Paes. Também neste ano, conquistou o troféu de melhor ator coadjuvante no 11º Prêmio FIESP/SESI-SP de Cinema por sua atuação em Uma Dose Violenta de Qualquer Coisa, de Gustavo Galvão.
Em 2017, pela atuação no longa-metragem Mulher do Pai, de Cristiane Oliveira, conquistou o prêmio de melhor ator no 9º FESTin – Festival de Cinema Itinerante da Língua Portuguesa, em Portugal.

## Vida pessoal
Marat Descartes tem três filhas: a primeira, Lígia Macedo Campos, de seu primeiro casamento, com a antropóloga Valéria Macedo. Anita Villapouca Campos e Julieta Villapouca Campos, frutos de seu casamento com a bailarina Gisele Calazans, com quem está junto até os dias atuais.

## Filmografia

### Televisão
| Ano     | Título                            | Papel                                 | Notas                                         |
| ------- | --------------------------------- | ------------------------------------- | --------------------------------------------- |
| 2007    | O Cego e o Louco                  | Lázaro                                |                                               |
| 2008    | Alice                             | Henrique                              |                                               |
| 2009    | Maysa - Quando Fala o Coração     | Carlos Alberto                        |                                               |
| 2009    | Tudo o que É Sólido Pode Derreter | Décio                                 |                                               |
| 2010    | Força-Tarefa                      | Sargento Kléber                       | Episódio: "Bolsa-Família"                     |
| 2011    | Corpo Presente: Beatriz           | Alberto                               | Telefilme                                     |
| 2011    | A Vida da Gente                   | Lui                                   |                                               |
| 2011    | Autor por Autor                   | General Costa e Silva / Narrador      | Episódio: "Carlos Heitor Cony"                |
| 2014    | A Teia                            | Mariano Queiroz                       |                                               |
| 2014    | Alto Astral                       | Fernando                              |                                               |
| 2014    | O Negócio                         | Edgar                                 | Episódios: "Business Plan "Dia dos Namorados" |
| 2015    | Totalmente Demais                 | Pietro Henrico                        |                                               |
| 2018    | Rotas do Ódio                     | Teodoro Castro                        |                                               |
| 2018    | O Negócio                         | Edgar                                 | Episódio: "Revanche"                          |
| 2018–20 | As Aventuras de Poliana           | Durval D'Ávila                        |                                               |
| 2022–23 | Poliana Moça                      | Durval D'Ávila                        |                                               |
| 2022    | Independências                    | Francisco José Rufino de Sousa Lobato |                                               |
| 2023    | Betinho - No Fio da Navalha       | Dr. Walber Vieira                     |                                               |
| 2025    | Beleza Fatal                      | Delegado Gilberto Brandão             |                                               |

### Cinema
| Ano  | Título                                   | Papel                                 | Notas          |
| ---- | ---------------------------------------- | ------------------------------------- | -------------- |
| 2006 | Uma Confusão Cotidiana                   |                                       | Curta-metragem |
| 2007 | Um Ramo                                  | Chico                                 | Curta-metragem |
| 2008 | 145                                      |                                       | Curta-metragem |
| 2008 | É Proibido Fumar                         | Paulão                                |                |
| 2010 | Os Inquilinos                            | Valter                                |                |
| 2011 | Trabalhar Cansa                          | Otávio                                |                |
| 2012 | 2 Coelhos                                | Maicon                                |                |
| 2012 | Nove Crônicas Para um Coração aos Berros | Motoboy / Faxineiro / Carteiro / Drag |                |
| 2012 | Super Nada                               | Guto                                  |                |
| 2012 | Fala Comigo Agora!                       | Júlio / Valete                        | Curta-metragem |
| 2013 | O Tempo e o Vento                        | Licurgo Cambará                       |                |
| 2013 | Corpo Presente                           | Alberto                               | Curta-metragem |
| 2013 | Uma Dose Violenta de Qualquer Coisa      | Lucas                                 |                |
| 2014 | A Caminho de Casa                        |                                       | Curta-metragem |
| 2014 | Vazio                                    |                                       | Curta-metragem |
| 2014 | Quando Eu Era Vivo                       | Júnior                                |                |
| 2014 | Até que a Casa Caia                      | Rodrigo                               |                |
| 2016 | Mulher do Pai                            | Ruben                                 |                |
| 2017 | O Matador                                | Quatro Olhos                          |                |
| 2018 | Querida Mamãe                            | Sérgio                                |                |
| 2018 | A Voz do Silêncio                        |                                       |                |
| 2019 | Ainda Temos a Imensidão da Noite         | Alex                                  |                |
| 2021 | 4 x 100 - Correndo por um Sonho          | Eduardo Uchôa (Edu)                   |                |

## Teatro
| Ano     | Título                       | Papel      |
| ------- | ---------------------------- | ---------- |
| 2004–07 | Aldeotas                     |            |
| 2006    | Oração para Um Pé-de-Chinelo |            |
| 2007    | A Refeição                   |            |
| 2007    | Primeiro Amor                |            |
| 2008–09 | Toc Toc                      | Vicente    |
| 2013    | O Terraço                    | Sr. Astruc |
| 2017    | Ponto Morto                  |            |

## Prêmios e indicações
| Ano  | Premiação                                                   | Categoria                  | Indicação                           | Resultado | Ref.   |
| ---- | ----------------------------------------------------------- | -------------------------- | ----------------------------------- | --------- | ------ |
| 2006 | Prêmio Shell de Teatro - SP                                 | Melhor Ator                | Primeiro Amor                       | Venceu    | [ 8 ]  |
| 2010 | Festival de Cinema Luso-Brasileiro de Santa Maria da Feira  | Melhor Ator                | Os Inquilinos                       | Venceu    | [ 9 ]  |
| 2011 | Prêmio Guarani de Cinema Brasileiro                         | Revelação do Ano           | Os Inquilinos                       | Indicado  | [ 10 ] |
| 2011 | Prêmio ACIE de Cinema                                       | Melhor Ator                | Os Inquilinos                       | Indicado  | [ 11 ] |
| 2012 | Prêmio Guarani de Cinema Brasileiro                         | Melhor Ator Coadjuvante    | Trabalhar Cansa                     | Venceu    | [ 12 ] |
| 2012 | Festival de Gramado                                         | Melhor Ator de Longa       | Super Nada                          | Venceu    | [ 13 ] |
| 2013 | Prêmio Quem de Teatro                                       | Melhor Ator de Teatro      | O Natal de Harry                    | Indicado  | [ 14 ] |
| 2014 | Prêmio Fiesp/Sesi-Sp de Cinema                              | Melhor Ator                | Super Nada                          | Indicado  | [ 15 ] |
| 2014 | Mostra de Cinema de Tiradentes                              | Troféu Barroco (Homenagem) | Atuação no Cinema                   | Venceu    | [ 16 ] |
| 2014 | Prêmio São Paulo de Incentivo ao Teatro Infantil e Jovem    | Melhor Ator                | Felpo Filva                         | Indicado  | [ 17 ] |
| 2015 | Prêmio Fiesp/Sesi-Sp de Cinema                              | Melhor Ator Coadjuvante    | Uma Dose Violenta de Qualquer Coisa | Venceu    | [ 18 ] |
| 2015 | Prêmio Fiesp/Sesi-Sp de Cinema                              | Melhor Ator                | Quando Eu Era Vivo                  | Indicado  |        |
| 2015 | Prêmio Carlão de Cinema Brasileiro                          | Melhor Ator                | Quando Eu Era Vivo                  | Indicado  | [ 19 ] |
| 2015 | Prêmio Carlão de Cinema Brasileiro                          | Melhor Elenco              | Quando Eu Era Vivo                  | Indicado  |        |
| 2015 | Prêmio Guarani de Cinema Brasileiro                         | Melhor Ator                | Quando Eu Era Vivo                  | Indicado  | [ 20 ] |
| 2017 | FESTin - Festival de Cinema Itinerante da Língua Portuguesa | Melhor Ator de Longa       | Mulher do Pai                       | Venceu    | [ 21 ] |
| 2018 | Prêmio Guarani de Cinema Brasileiro                         | Melhor Ator                | Mulher do Pai                       | Indicado  | [ 22 ] |
| 2020 | Prêmio APCA de Teatro                                       | Melhor Espetáculo Virtual  | Peça                                | Venceu    | [ 23 ] |
| 2023 | Festival Sesc Melhores Filmes                               | Melhor Ator Nacional       | Aldeotas                            | Indicado  | [ 24 ] |
| 2024 | Festival Sesc Melhores Filmes                               | Melhor Ator Nacional       | A Terra Negra dos Kawa              | Pendente  | [ 25 ] |